# 相阳措
相阳措是一个位于中国四川省甘孜藏族自治州白玉县纳塔乡的淡水湖，面积约为1.48平方千米，属于云贵高原区。它的一级流域为长江流域，二级流域为长江干流水系。